# 세일론 (고양이)
세일론(Ceylon)은 스리랑카 고양이 단체에서 사육하는 스리랑카에서 온 고양이 품종 중 하나이다. 이 고양이는 1988년에야 사육되었지만 세계적으로 인기 있는 고양이이다. 세일론은 아비시니안의 특징인 점박이 털 무늬를 가진 고양이이다. 이 고양이는 다른 면에서도 아비시니안과 매우 비슷하다.

## 역사
세일론은 스리랑카에서 온 자연산 고양이 품종이다. 이 종은 1984년에 처음으로 번식했다. Paolo Pellegatta는 여섯 마리의 고양이들을 이탈리아로 데려왔다. 이 고양이 품을 개선하기 위한 사육 프로그램이 현재 시행되고 있다. 이 프로그램 시작 후 세일론은 이탈리아에서 큰 인기를 끌었다.

## 신체적 특징
세일론은 몸집이 작고 근육질인 중간 크기의 고양이이다. 수컷과 암컷의 몸무게는 약 2.7kg에서 4.9kg 사이이다. 머리는 중간 크기의 이마와 약간 둥근 목덜미를 가지고 있다. 코는 꽤 짧다. 이 고양이는 짧고, 매끄럽고, 부드러운 털을 가지고 있다. 눈은 녹색이고 약간 기울어져 있으며, 위쪽은 아몬드 모양이고 아래쪽은 둥근 모양이다. 이 고양이는 뒷다리가 앞다리에 비해 높기 때문에 우아한 외모를 가지고 있다. 이 고양이는 중간 크기의 둥근 발톱을 가지고 있다. 꼬리는 끝으로 갈수록 얇아진다.

## 성격
세일론은 친절하고 자상한 고양이로 알려져 있다. 이 고양이는 활동적이고 활기찬 고양이이기도 하다. 그들은 애교도 많은 고양이이다. 또한 아이들과 다른 애완동물들과도 쉽게 어울린다.

## 건강
고양이에게 유전 질병과 같은 어떠한 건강상 위험도 발견되지 않았다. 이 고양이의 수명은 평균 15년이다.